# میشل هانزیکر
میشل هانزیکر (انگلیسی: Michelle Hunziker؛ زادهٔ ۲۴ ژانویهٔ ۱۹۷۷) مجری تلویزیون، هنرپیشه، مجری، مدل، و خواننده اهل سوئیس است. او فعالیت حرفه‌ای خود را از سال ۱۹۹۴ آغاز کرده‌است.
از فیلم‌ها یا سریال‌های او می‌توان به برداشت نخست خوب و کریسمس در ریو اشاره کرد.